# 마쓰시마급 방호순양함
아키츠
마쓰시마형 방호순양함(松島型防護巡洋艦)은 청일 전쟁과 러일 전쟁에서 활약한 구 일본 해군의 순양함이다. 삼경함(일본어: 三景艦 산케에칸[*])이라는 군함 애칭으로 알려져 있다. 마쓰시마형은 1890년대 제작된 순양함 중에서 대단히 비정통적 방법으로 설계되었다. 게다가 각 함은 주포로 13인치의 카네 건을 가지고 있었고, 이것은 포함 같은 외양이 되게 했다.

## 개요
마쓰시마형 방호순양함은 세 척이 건조되어 각각 마쓰시마(松島), 이쓰쿠시마(厳島),  하시다테(橋立)로 명명되었다. 일본 삼경(일본의 3대 절경)인 무쓰 마쓰시마, 아키 이쓰쿠시마 (미야지마), 단고 아마노하시다테에서 이름을 따서 지었기 때문에 ‘삼경함’(三景艦)이라고 불린다.
마쓰시마형 방호순양함이 일본 국민에게 사랑받는 이유는 이름뿐만 아니라 다른 두 가지가 존재한다.
마쓰시마형 전함이 건조된 것은 대국 청나라와 충돌이 불가피한 시기였다. 일본에서는 메이지 유신 후 혼란의 시기가 지나가고 세계적으로 제국주의의 격랑 속에서 국토방위와 해외진출을 위해 한반도를 그들의 생명선으로 삼는 국가 전략을 수립했다. 이러한 시도에 맞선 상대는 역사적으로 조선의 종주국의 위치를 가지고 있었던 청나라가 있었다. 따라서 점차 청일양국의 충돌은 피할 수 없는 수순이었다.
1885년, 독일과 영국의 지원을 받아 함대를 정비한 청나라 북양함대에 배치된 철갑함 진원(鎭遠)과 정원 (定遠) 2척은 독일의 최신 기술을 이용한 최첨단 장갑함으로 일본 해군에 충격을 주었다. 두 함의 기준배수량은 7,220톤에, 주포는 30.5cm 2연장포 2기를 갖추고 있었고, 현쪽 장갑의 최대 두께는 305mm에 달해 당시 서양 열강 해군이 극동에 배치한 대형함들을 능가하는 거함이었다. 당시의 일본 해군에서 보면 괴물과 같은 거함이었다. 함의 주포에는 크루프 사가 청나라 장갑함을 위해 제조한 30.5cm포 4문을 채용하고 있었으며, 이것은 동양 최대의 함포였다. 반면 일본에는 같은 계열의 크루프 포 4문을 갖추고 있었지만, 위력이 떨어지는 24cm포를 탑재했다. 그나마 그마저도 ‘철갑함 후소’ 한 척 밖에 없었기 때문에, 정원급 청나라 함선은 일본 함대에게 큰 위협이었다. 다급해진 일본은 적어도 주포의 구경에서 만큼은 진원, 정원을 능가하는 군함을 만들어 대항하기로 하였다. 그래서 프랑스에서 초빙한 조선기술관 루이 에밀 베르탕의 설계로 마쓰시마형 방호순양함이 탄생했다. 주포는 단 1문을 장착했지만, 청나라 함대의 주력함을 격파할 수 있는 카네 사의 ‘32cm (38구경) 포’를 탑재하였고, 포탄의 크기는 진원, 정원을 웃돌았다.
그러나 당시 일본의 항만 시설로는 베르탕이 제창한 철갑함급 함선을 감당하기에는 부족함이 많았다. 예산을 추가 하여 대형 군함을 구입하지 못했고, 따라서 함의 크기는 프랑스가 제시한 것보다도 작은 함선으로 주문할 수 밖에 없었다. 결국 소형 선체에 거포를 올리기 위해서 장갑도, 기관도 빈약해질 수 밖에 없었다. 하지만 국력이 부족한 일본으로서는 열심히 발돋움을 한 결과이며, 그만큼 일본 해군과 국민의 기대는 컸다. 이것이 두 번째 이유였다.
세 번째 이유는 청일 전쟁에서의 해상 주력 대결이 된 〈황해 해전〉에서 마쓰시마형을 주력으로 한 연합 함대가 북양 함대를 이긴 것이다. 삼경 함의 주포 32cm포는 거의 쓸모없었지만, 부포인 속사포와 고속 기동을 할 수 있는 함대의 기동성을 살려 격침을 하지는 못했지만, 적 전함의 공격 능력을 거의 빼앗았다. 이어 〈웨이하이 전투〉에서 북양 함대를 전멸시켜 마쓰시마형 방호순양함은 국민의 기대에 부응할 수 있었다.
마쓰시마형은 이후 주력함 자리를 후지형 등의 전함에 양보했다. 러일 전쟁에서 마쓰시마형은 3척 외에 청일 전쟁 때 노획한 오래된 라이벌 ‘진원’을 더한 4척을 중심으로 제3함대 제5전대를 편성했다. 이함은 주로 초계와 소해 임무에서 활약했다. 또한 〈쓰시마 해전〉에 참가, 발틱 함대를 포착, 접근하여 적의 함대의 편성과 동향을 일일이 통보하는 책임을 맡았다.
마쓰시마형은 본래 4척이 건조될 예정이었다. 그러나 위 그림과 같이 마쓰시마형의 탑재포는 운용에 문제가 많았고, 조선기술관의 맹렬한 반대로 3척 건조는 중단되었다. 이러한 조치는 3번함과 4번함을 국내에서 건조하기 위해 초빙한 베르탕의 계약 기간이 남아 있었음에도 불구하고 그를 귀국하게 할 수 밖에 없었다. 4번함의 이름은 알 수 없지만 일설에는 4번함 대신에 건조된 ‘아키쓰시마’의 함의 이름이 네 번째 함의 이름인 것으로 알려져 있다.

## 형태

### 마쓰시마

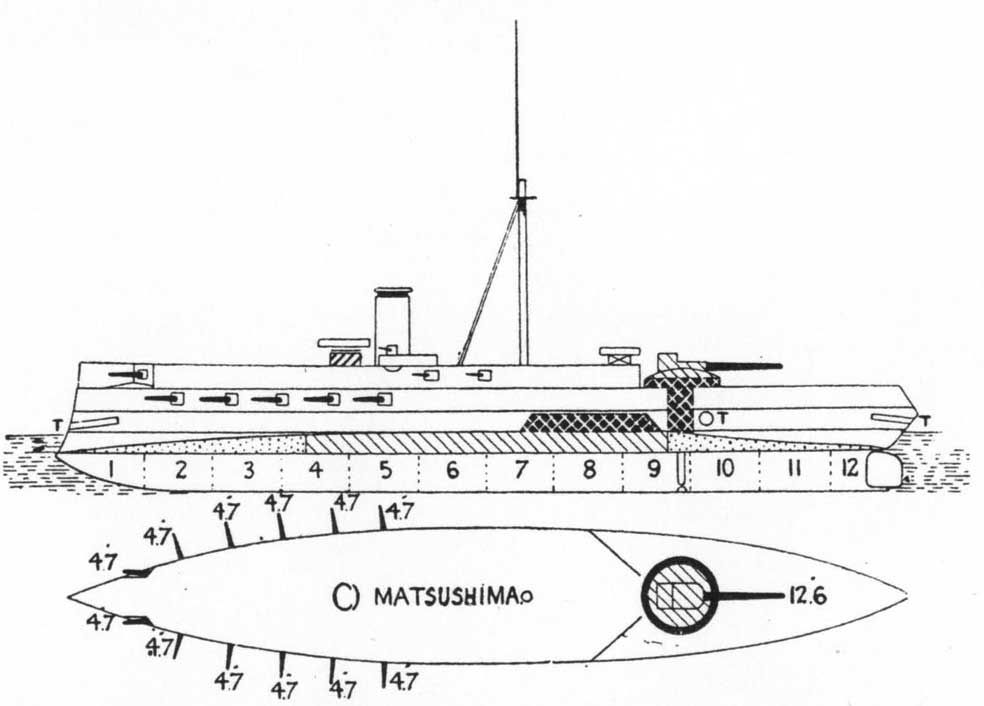
마쓰시마의 장갑배치를 나타낸 도면

마쓰시마형의 선체 형상은 당시 프랑스 해군의 주력함에서 경함정에 이르기까지 주로 도입하고 있었던 텀블홈 형 선체였다. 이것은 수선부 위의 구조를 복잡한 곡선을 이용하여 당겨 선체 중량을 경감시키는 선체 방식으로 다른 나라에서는 러시아 제국 해군과 독일 해군,  미국 해군의 전노급전함과 순양함에도 채용하고 있었다. 외관상의 특징으로 수선 하부의 함수와 함미는 크게 돌출되고, 뱃전 현측 갑판보다 수선부 장갑 부분이 돌출되는 등 특징적인 모양을 하고 있다. 따라서 수선 아래에서 갑판에 이르는 선체는 억지로 짜내어 갑판 면적은 작아지고 있었다. 이 장점은 비포의 사계를 선체에 좁히지 못해 넓은 사계를 얻을 수 있었으며, 당시의 장갑 배치 방식은 선체의 앞뒤에 골고루 장갑을 붙이는 ‘전체 방어 방식’을 채용했기 때문에 선체가 짧아지면 그만큼 장갑을 덧입히는 면적이 줄어들고 선체의 경량화를 이룰 수 있었던 것이다.
‘마쓰시마’ 선체 형상은 긴 뱃머리 누각형 선체이다. 수면부에 충각을 가진 함수 갑판에 사령탑을 자리잡게 하고, 선교를 양 옆에 붙인 함교와 1개의 굴뚝 뒤에, 정상부에 2단 장갑화된 감시소를 갖춘 군용 돛대가 하나씩 서 있다. 군용 돛대와 돛대 상부 또는 중간에 가볍게 방어 망대를 배치하고 거기에 37mm ~ 47mm급의 기관포(속사포)를 배치한 것이다. 이것은 당시 어뢰정에 의한 기습 공격을 요격하기 위해 멀리 관측할  수 있는 높은 곳에 대 어뢰격퇴용의 속사포 또는 기관포를 둔 것이 시초이다. 형상의 차이가 있겠지만, 어느 시대나 열강 각국의 대형함에게는 필수 장비였다. 그 뒤에서 갑판 한 계단 내려간 차폐물이 없는 선미 갑판에 ‘카네 1890년형 32cm (38구경) 단장포’를 거치한 포탑이 있고, 포는 뒤쪽을 향해 1기가 배치되었다. 뱃전 부에는 부포인 ‘암스트롱 12cm (40구경) 속사포’를 편현에 6기씩 총 12기를 갖췄다. 위치는 함수 상단에 1기, 중 갑판 위의 포곽(케이스 메이트)에 5기를 배치했다. 이 무장 배치에 따른 함수 방향으로 최대 12cm포 2문과 4.7cm포 1문, 좌우 방향으로 최대 32cm포 1문, 12cm포 6문, 함미 방향으로 최대 32cm포 1문이 할당되었다.

### 하시다테와 이쓰쿠시마
하시다테와 ‘이쓰쿠시마’의 선체 형상은 평갑판형 선체이다. ‘마쓰시마’와 달리 수면부에 충각을 가진 함수에서 갑판 위에 32cm포를 1기 배치했다. 그 뒤에 사령탑이 서 있고, 함교 양쪽에 붙인 조타 함교와 1개의 굴뚝 뒤 정상부에 2단의 장갑화된 감시소를 가진 군용 돛대 하나가 서 있다. 뱃전 부분에는 부포인 ‘암스트롱 12cm (40구경) 속사포’를, 선체 후방 중갑판 위에 포곽(케이스 메이트) 배치에서 편현 6기를, 함미 갑판 위에 뒷쪽에 1기 등 총 13기를 배치하고 있었다. 이 무장 배치에 의해 함수 방향으로 최대 32cm포 1문, 좌우 방향으로 최대 32cm포 1문, 12cm포 6문, 함미 방향으로 최대 12cm포 1문을 할당할 수 있었다.

## 무장

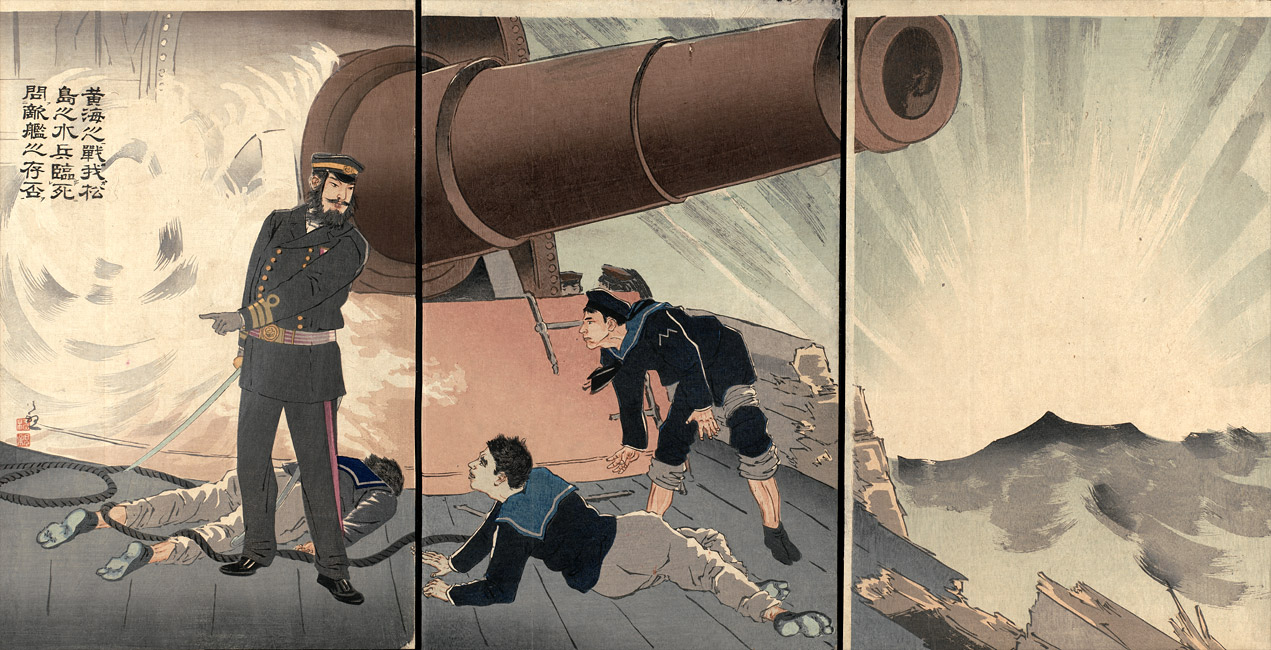
마쓰시마의 주포, 고바이시 기요치카

### 주포
마쓰시마형의 주포는 프랑스의 포공 무기 업체인 카네 사의 ‘카네 1890년형 32cm (38구경) 후장전식 포’를 채택했다. 성능은 앙각 10도에서 사격하면, 무게 400kg 포탄을 8,550m까지 쏘아 냈다. 위력은 현측 장갑 204mm를 관통할 수 있었고, 449kg의 철갑탄이라면 사정 8,000m에서 현측 장갑 334mm를 관통할 수 있었다. 이 포는 새로 설계한 단장식 커버가 달린 노포탑에 포함되었다. 단장포 차체에 고정된 포의 부앙 능력은 앙각 10.5도, 경사각 4도이다. 회전 각도는 함의 수미선 방향을 0 °로, 좌우 140도 선회 각도를 가지고, 주포 포신의 부앙, 포탑의 선회, 포탄의 양탄, 장전은 주로 수압으로 이뤄지며 보조 인력을 필요로 했다. 발사 속도는 5분에 한 발이었다.

### 부포 등
마쓰시마형의 부포는 영국 무기 제조업체, 암스트롱 사의 ‘암스트롱 1887년형 12cm (40구경) 속사포’를 채택했다. 그 성능은 20.4kg의 포탄을 앙각 20도에서 9,050m까지 발사할 수 있었다. 포는 단장포 차체에 고정되어 부앙 능력 앙각 20도, 경사각 3도였다. 회전 각도는 현측 배치에서 150도 선회 각도를 가지고 있었고, 주로 포신의 부앙, 선회, 포탄의 양탄, 장전은 주로 인력을 필요로 했다. 발사 속도는 분당 5 ~ 6발이었다.
본 형의 설계시의 부 무장으로는 카네 사의 12cm 플포가 채용될 예정이었지만 건조 도중에 일본 해군이 암스트롱 사의 속사포를 채용했다. ‘마쓰시마’와 ‘하시다테’의 포문 모양은 제대로 겨누고 쏘는 선조포에 맞게 횡폭이 없는 모양이었다. 그러나 조작이 경쾌한 속사포에 맞게 다시 설계된 ‘이쓰쿠시마’의 포문은 사거리를 취하는 형태가 가로로 길게 되어 있다.
그 밖에 대 어뢰정용으로 ‘7.6cm (40구경) 속사포’를 단장포가에서 편현에 3기씩 총 6개를 장착하고, 추가로 오치키스 사의 ‘오치키스 4.7cm (43.5구경) 속사포’를 단장포가에 6기를 장비하고 있었다. 또한 대함 공격용으로 35.6cm 단장 고정식 수상 어뢰발사관 4기를, 흘수선보다 높은 위치에 장착했다. 발사관은 함수와 함미에 1기씩, 현측에 좌우 1개씩으로 총 4개를 배치했다.

## 방호
본 형 방어 장갑의 재질은 하베이 강이었다. 이 시대의 방어순양함은 상례적으로 수선부에 장갑을 가지지 않고, 돌출된 형태로 늘어난 선체 형상의 방어 갑판은 현측 외벽과 연결하는 부분은 아래쪽으로 기울게 하고, 적탄을 석탄 창고와 갑판 장갑의 경사부로 받아들이는 양식이었다.
장갑 두께는 갑판 상부가 39.7mm로 탄편을 방어하고, 그 아래의 주갑판은 수평부는 38mm에서 51mm까지의 장갑을 붙이고, 현측의 경사부에는 75mm 두께의 장갑을 이용했다. 기관 부는 두께 127mm의 장갑을 격벽으로 덮었다.
갑판 위는 32cm로, 노포탑의 바빗은 가장 두꺼운 부분이 300mm의 장갑판으로 덮어, 함저 부의 탄약고에서 주포탄을 올리는 양탄기를 방어하는 통 부분의 두께는 250mm ~ 300mm까지의 장갑판으로 방어했다. 부포의 12cm 속사포에는 포가에 두께 110mm의 방순이 붙어 있었다. 수선 아래는 2중 바닥으로 처리를 했다.

## 기관
마쓰시마형의 기관 구성은 석탄 전소 원통(스카치 보일러) 6개이지만, 추진 기관은 통보함 ‘야마’에 이어 채택된 수평형 3단 팽창식 3기통 왕복 기관을 이용했고, 이것은 일본 순양함으로 처음 탑재되었다. 이것은 2기 2축 추진으로 최대 출력은 5,400마력을 발휘하여, 16노트의 속력을 낼 수 있도록 설계했다.
마쓰시마형 보일러는 유럽의 최신 기술을 채용했다. 보일러가 만들어내는 증기는 일본 순양함 최초로 폭스파형 노통과 철강 연관을 채용하여 고온, 고압화되었지만, 이들은 당시의 미숙한 일본의 기술 능력으로는 고도로 첨단 장치였으며, ‘이쓰쿠시마’에서는 고장이 속출하여 청일 전쟁 시대에는 ‘이쓰쿠시마’는 12.8 노트, ‘하시다테’는 11노트 정도 밖에 속력을 발휘하지 못했다. 이 때문에 황해 해전에서는 ‘마쓰시마’가 기함을 맡게 된 경우가 있었고, 카탈로그 데이터 그대로의 성능을 내는 것은 어려웠다. 그래서 준공 후 1901년부터 1902년에 걸쳐 마쓰시마형은 원형 캔에서 수관 캔 8개로 환장을 해서 ‘마쓰시마’와 ‘이쓰쿠시마’가 베르베르식으로, ‘하시다테’는 보일러를 국산 미야식으로 환장했다. 이에 따라 원양 항해에 견딜 수 있는 성능이 부여되었다.

## 동형함
- 마쓰시마 (松島)

FC de la Méditerranée 샤라센느 조선소에서 1888년 2월에 착공, 1890년 1월 22일 진수, 1891년 3월 취역. 1906년부터 연습선으로 분류. 1908년 4월 30일에 마궁 시 앞바다에서 화약고의 폭발로 인해 상실.
- 이쓰쿠시마 (嚴島)

FC de la Méditerranée 샤라센느 조선소에서 1888년 1월에 착공, 1889년 7월 11일 진수, 1891년 8월에 취역. 1906년부터 연습선으로 분류. 1919년에 잠수함 모함으로 분류. 1922년에 퇴역 후 해체 처분.
- 하시다테 (橋立)

요코스카 해군 조선소에서 1888년 9월에 착공, 1891년 3월 24일 진수, 1894년 6월에 취역. 1906년부터 연습선으로 분류. 1923년에 퇴역 후 1927년에 해체 처분.

## 참고 문헌
- 후쿠이 시즈오,　“후쿠이 시즈오 저작집 제4권 일본 순양함 이야기” (光人社 1992년) ISBN 4-7698-0610-8
- 세계의 함선 1991년 9월호 증간 제32집 일본 순양함 역사 (海人社)
- '세계의 함선 2012년 1월호 증간 제754집 일본 순양함 역사 (海人社)
- 세계의 함선 : 일본 전함사 (해인사)
- 泉　江三 「군함 메카니즘 도감 일본의 전함 上권」 (グランプリ出版) ISBN 4-87687-221-X　c2053
- 「Conway All The World's Fightingships 1860-1905」(Conway)
- 「Conway All The World's Fightingships 1906-1921」(Conway)